# Transwisata Airlines
Transwisata Airlines is een Indonesische luchtvaartmaatschappij met haar thuisbasis in Jakarta. In 2007 werd de Air operator's certificate tijdelijk ingetrokken door de Indonesische overheid.

## Geschiedenis
Transwisata Airlines werd opgericht in 2002.

## Vloot
De vloot van Transwisata Airlines bestond in juli 2016 uit:
- 1 Fokker 100